# Csangphung
Csangphung (hangul: 장풍군, Csangphung-kun, handzsa: 長豊郡, RR: Changp'ung-kun, ’hosszú bőség’) megye Észak-Koreában, Keszong (Kaesŏng) város fennhatósága alatt. 1945-ben hozták létre a megszűnt Csangdan (Changdan), illetve Kephung (Kaep'ung) megye egyes részeiből, ekkor emelték megyei rangra. 1954-től Észak-Hvanghe (Hwanghae) tartomány, 1960 és 2003 között Keszong (Kaesŏng) része. 2003-tól ismét Észak-Hvanghe (Hwanghae) tartományhoz csatolták, 2023 februárjában visszakerült Keszong (Kaesŏng) fennhatósága alá.

## Földrajza
Délről a Keszong (Kaesŏng)hoz tartozó Phanmun (P'anmun), nyugatról Keszong (Kaesŏng) város és az Észak-Hvanghe (Hwanghae) tartománybeli Kumcshon (Kŭmch'ŏn), északról az Észak-Hvanghe (Hwanghae) tartománybeli Thoszan (T'osan), északkeletről a Kangvon (Kangwŏn) tartománybeli Cshorvon (Ch'ŏrwŏn), délkeletről a dél-koreai Kjonggi (Gyeonggi) tartománybeli Joncshon (Yeoncheon) és Phadzsu (Paju) határolja.
Legmagasabb pontja a 778 méter magas Mjodzsiszan (묘지산; 墓地山, Myojisan).

## Közigazgatása
1 községből (up (ŭp)), 22 faluból (ri (ri)) áll:
| - Csangphung-up (장풍읍; 長豊邑, Changp'ung-ŭp) - Kagok-ri (가곡리; 佳谷里, Kagok-ri) - Kacshon-ri (가천리; 佳川里, Kach'ŏn-ri) - Koup-ri (고읍리; 古邑里, Koŭp-ri) - Kuhva-ri (구화리; 九化里, Kuhwa-ri) - Kukhva-ri (국화리; 菊花里, Kukhwa-ri) - Küdzson-ri (귀존리; 貴存里, Kwijon-ri) - Tedokszan-ri (대덕산리; 大德山里, Taedŏksan-ri) - Rabu-ri (라부리; 羅浮里, Rabu-ri) - Rengdzsong-ri (랭정리; 冷井里, Raengjŏng-ri) - Rimgang-ri (림강리; 臨江里, Rimgang-ri) | - Szasi-ri (사시리; 沙是里, Sasi-ri) - Szaam-ri (사암리; 沙岩里, Saam-ri) - Szoktun-ri (석둔리; 席屯里, Sŏktun-ri) - Szokcshon-ri (석촌리; 石村里, Sŏkch'on-ri) - Szegol-ri (세골리; 세골里, Segol-ri) - Szolhjon-ri (솔현리; 率賢里, Solhyŏn-ri) - Sipthan-ri (십탄리; 十灘里, Sipt'an-ri) - Volgo-ri (월고리; 月古里, Wŏlgo-ri) - Csaha-ri (자하리; 紫霞里, Chaha-ri) - Csangdzsva-ri (장좌리; 長佐里, Changjwa-ri) - Csanghak-ri (장학리; 獐鶴里, Changhak-ri) - Hangdong-ri (항동리; 項洞里, Hangdong-ri) |

## Gazdaság
Csangphung (Changp'ung) megye gazdasága élelmiszeriparra, textiliparra és építőanyagiparra épül.

## Oktatás
Csangphung (Changp'ung) megye egy mezőgazdasági főiskolának kb. 20 általános és kb. 20 középiskolának ad otthont.

## Egészségügy
A megye számos egészségügyi intézménnyel rendelkezik, köztük 1 megyei és kb. 20 helyi kórházzal.

## Közlekedés
A megye közutakon a szomszédos helységek felől közelíthető meg. A megye vasúti kapcsolatokkal nem rendelkezik.